# Calcarobiotus tetrannulatus
Calcarobiotus tetrannulatus är en djurart som tillhör fylumet trögkrypare, och som beskrevs av Pilato, Binda och Oscar Lisi 2004. Calcarobiotus tetrannulatus ingår i släktet Calcarobiotus och familjen Macrobiotidae. Inga underarter finns listade i Catalogue of Life.